# Listă de scriitori saudiți
- Rajaa al-Sanea
- Turki al-Hamad (1953-)
- Abdul Rahman Munif (1933-2004)